# Koin
Koin är en ort i Burkina Faso.   Den ligger i regionen Boucle du Mouhoun, i den centrala delen av landet, 150 km väster om huvudstaden Ouagadougou. Koin ligger 286 meter över havet och antalet invånare är 3 330.
Terrängen runt Koin är mycket platt. Närmaste större samhälle är Toma, 8,5 km nordväst om Koin.
Omgivningarna runt Koin är en mosaik av jordbruksmark och naturlig växtlighet. Runt Koin är det ganska tätbefolkat, med 58 invånare per kvadratkilometer.